# Сальват-Папассейт, Джоан

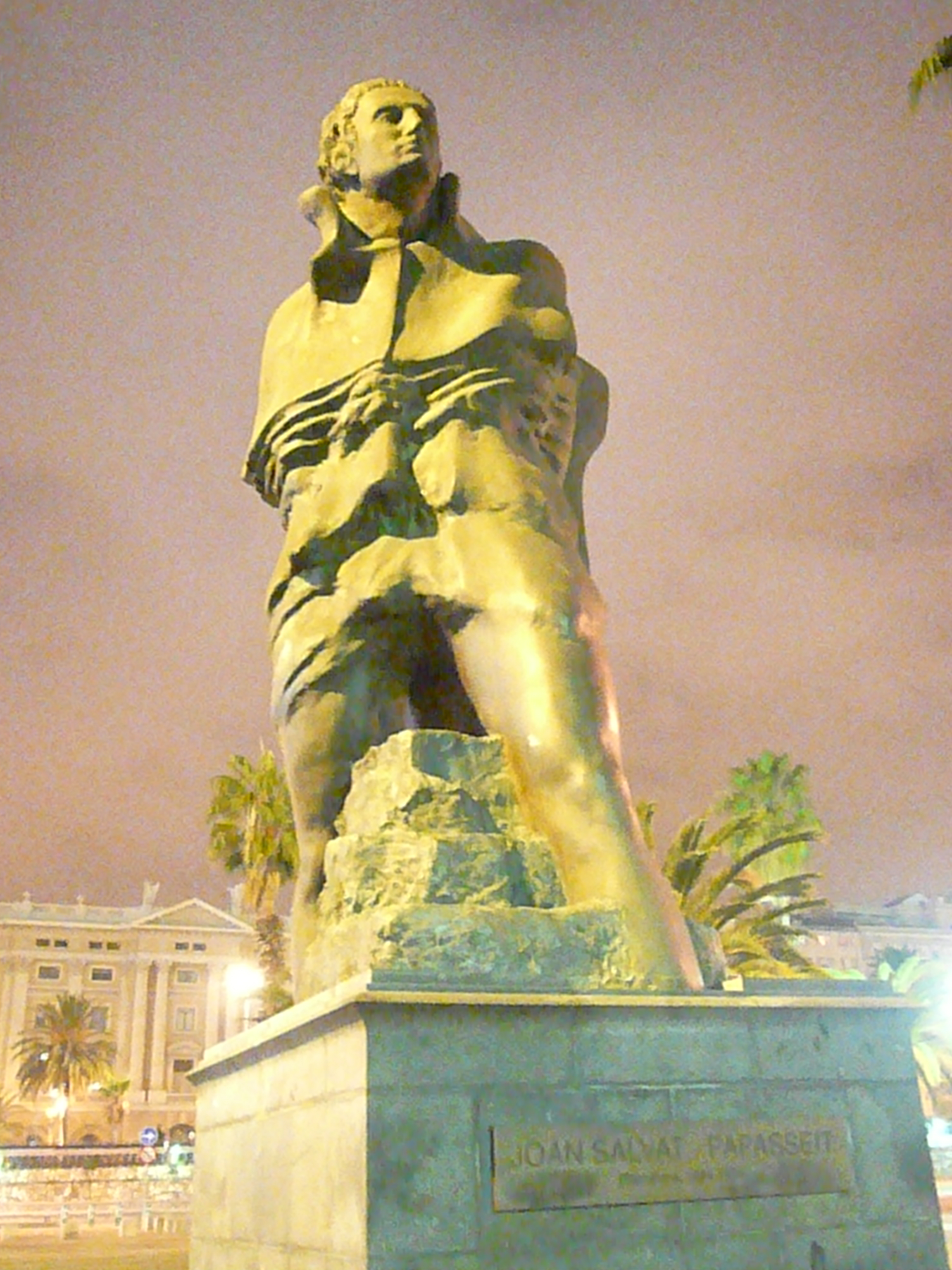
Памятник Д. Сальват-Папассейту в Барселоне

Джоан Сальват-Папассейт (кат. Joan Salvat-Papasseit; 16 мая 1894, Барселона — 7 августа 1924, Барселона) — испанский каталонский поэт, прозаик, эссеист и публицист. Один из видных представителей футуризма в каталонской литературе.

## Биография
Родился в семье матроса, работавшего кочегаром на кораблях Испанской трансатлантической компании, который погиб, когда сыну было семь лет. Начал работать с раннего возраста. Некоторое время учился в Салезианской семье, посещал школу искусств и ремёсел.
Под впечатлением восстания в Каталонии (1909), начал симпатизировать анархистским и социалистическим течениям того времени. В 1914 году стал членом Союза социалистической молодежи.
Находился под влиянием работ Гийома Аполлинера и Филиппо Томмазо Маринетти. В 1920 году опубликовал «Первый манифест каталонских футуристов». Участвовал в создании трёх литературных журналов.
В 1924 году умер от туберкулёза.
Похоронен на Монжуикском кладбище (кат. Cementiri de Montjuïc) в Барселоне.

## Творчество
В начале творчество писал на испанском, однако позже — только на каталонском языке.
Известен как поэт-авангардист. Автор многих публицистических статей с социальной критикой властей, манифестов и программ.

## Избранные произведения
Поэзия
- Poemes en ondes hertzianes (1919)
- Les conspiracions (T1922)
- La gesta dels estels (1922)

El poema de la rosa als llavis (1923)
- Óssa Menor (1925)

Эссе и статьи
- Glosas de un socialista (1916)
- Humo de fábrica (1918)
- Mots propis,
- La ploma d’Aristarc

Манифесты и программные тексты
- Sóc jo que parlo als joves (1919)
- Concepte de poeta (1919)
- Contra els poètes amb minúscula: primer manifest català futurista (1920)